# Gábor Faragho
Gábor Faragho, madžarski general, * 1890, † 1950.